# Luther (Drama)
Luther (engl. Luther) ist ein 1962 veröffentlichtes Drama von John Osborne, das auf dem Leben von Martin Luther basiert.
Das Stück ist beeinflusst durch Erik H. Eriksons Buch Der junge Mann Luther, das drei Jahre vorher im Jahre 1958 erschienen war. Luther wird somit im Stück auch eher kritisch betrachtet.

## Handlung
Im Jahre 1506, Martin Luther, ein junger Mönch des Augustinerklosters in Erfurt, peinigt sich bis ans Äußerste, um vor Gott zu bestehen und um sein Heil zu erlangen. Sein Vater Hans sieht die Entwicklung seines Sohnes kritisch. Ihm wäre es lieber, wenn sein Sohn etwas anderes machen würde als Möncherei. Doch dieser lässt sich nichts sagen und macht einfach weiter.
Jahre später, im Jahr 1517, vernimmt Martin Luther, dass der Dominikaner Tetzel in Jüterbog kirchlichen Ablass verkauft. Luther, der diesen Ablasshandel kritisch betrachtet, formuliert 95 Thesen gegen dieses Treiben und veröffentlicht sie. Die Ereignisse überschlagen sich. Die Amtskirche geht gegen seine Thesen vor und er soll widerrufen. Doch Luther will sich nicht beugen und so wird er 1521 auf den Reichstag zu Worms geladen, wo er widerrufen soll. Aber Luther, der erschienen ist, kann sich nicht zum Widerruf entschließen. An dieser Stelle springt die Handlung des Stückes ins Jahr 1525. Ein Bauer, der zunächst Luthers Taten begrüßt hatte, zeigt sich von ihm enttäuscht und stellt ihn zur Rede. Er will wissen, weshalb die aufständischen Bauern nicht von Luther unterstützt wurden, und bezeichnet ihn sogleich als Schlächter. Luther, nicht einverstanden mit des Bauern Worten, entgegnet ihm, Gott ist der Schlächter, und zeigt keine Verantwortung.
Das Stück endet nach einem Gespräch mit Staupitz damit, wie Luther seinen jungen Sohn Hans, der noch ein Säugling ist, in den Schlaf wiegt.

## Die einzelnen Akte
Das Theaterstück besteht aus drei Akten, die jeweils in mehrere Szenen unterteilt sind.
Erster Akt

Szene 1. Das Augustiner-Eremiten-Kloster zu Erfurt. 1506

Szene 2. Das Augustiner-Eremiten-Kloster zu Erfurt. 1507

Szene 3. Das Augustiner-Eremiten-Kloster zu Erfurt. Zwei Stunden später
Zweiter Akt

Szene 1. Auf einem Marktplatz in Jüterbog

Szene 2. Im Eremitenkloster. Wittenberg. 1517

Szene 3. Auf den Stufen der Schlosskirche zu Wittenberg. Am Vorabend von Allerheiligen

Szene 4. Im Fugger-Palast in Augsburg

Szene 5. Auf einem Jagdschloss in Magliana in Italien

Szene 6. Am Elstertor in Wittenberg
Dritter Akt

Szene 1. Der Reichstag zu Worms. 1521

Szene 2. Wittenberg im Jahre 1525

Szene 3. Im Eremitenkloster zu Wittenberg. 1530

## Historische Ungenauigkeiten
- Johann Tetzel wird fälschlicherweise beim Treffen von Luther mit Kardinal Cajetan im Jahre 1518 in Augsburg als anwesend dargestellt.
- Eck verhört Luther auf dem Reichstag in Worms, was dieser in Wirklichkeit nicht tat.
- Staupitz starb im Jahre 1524. Die letzte Szene, in der sich Luther im Jahr 1530 mit Staupitz unterhält, ist daher historisch unmöglich.

## Verfilmungen
Das Stück wurde mehrfach verfilmt. Erstmals 1964 als australischer Fernsehfilm unter dem Namen Luther und erneut 1965 von der BBC ebenfalls unter dem Namen Luther. Abermals wurde das Stück 1968 verfilmt. Diese Fassung namens Luther entstand in den Vereinigten Staaten. Die bekannteste Fassung jedoch stammt aus dem Jahr 1974 und ist eine britisch-kanadische US-amerikanische Koproduktion. Auch sie trägt den Namen Luther.